# Bettsville

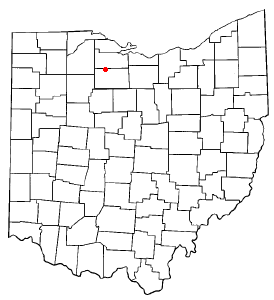
Bettsville na planie stanu Ohio

Bettsville – wieś w USA, w stanie Ohio, w hrabstwie Seneca. Aktualne burmistrzem wsi jest Gary Harrison.
W roku 2010, 23,4% mieszkańców było w wieku poniżej 18 lat, 9,9% było w wieku od 18 do 24 lat, 22% miało od 25 do 44 lat, 29,1% miało od 45 do 64 lat, 15,6% było w wieku 65 lat lub starszych. We wsi było 50,7% mężczyzn i 49,3% kobiet.
Liczba mieszkańców w 2010 roku wynosiła 661, a w roku 2012 wynosiła 650.